# Baldur's Gate 2
Baldur's Gate II: Shadows of Amn je počítačová RPG hra, vsazena do prostředí Forgotten Realms světa Dungeons & Dragons. Je to pokračování hry Baldur's Gate. Baldur's Gate II je hratelně mnohem delší a zamotanější než jeho první díl.
Baldur's Gate II obsahuje dodatečný příběh Baldur's Gate II: Throne of Bhaal (datadisk, 2001).
Krom toho některé verze obsahují i datadisk Strážcova tvrz, který nemá nic společného s příběhem. Hrdina tam pouze zachraňuje Helmovy kleriky, kteří hlídají pevnost, ve které je uvězněn bájný tvor. Postavy se musí dostat přes 5 pater, kde je čekají kromě nejednoho tuhého boje i logické úkoly.

## Příběh
Probouzíte se jako vězeň zlého mága Irenica, který vás chytil, aby vám mohl ukradnout část vaší polobožské duše. Kromě hlavní postavy jsou zde uvězněni i nevlastní sestra Imoen, která s vámi putovala v BG 1. Od té doby získala mnoho zkušeností a také se začala ke svému zlodějskému řemeslu učit i umění magie. Dále pak Jaheira, bojovnice-druidka z prvního dílu, která byla známá díky své nevymáchané puse, silnému meči a oddané lásce ke svému manželovi Khalidovi, kterého zajali společně s vámi, ve vězení však není. Jako posledního vězně-spojence naleznete v malé kleci hraničáře Minsca, natvrdlého, však dobráckého berserka, který při svém putování u sebe vždy nosí v kapse svého křečka Booa, se kterým si často povídá, někdy i v těch nejnevhodnějších situacích. Minsc je na společného věznitele Irenica nepředstavitelně vytočený, neboť mu přímo před nosem dal zabít jeho přítelkyni čarodějku Dynaheir, opět postavu z BG 1.
Společnými silami utečete z Irenicova zajetí. Samotný útěk není nijak těžký, téměř to vypadá, jako kdyby sám věznitel chtěl, abyste utekli a on vás mohl dále mučit. Při útěku potkáte další postavu, kterou si můžete vzít do družiny. Je jím lovec odměn Yoshimo, jehož um se zaměřuje na krádeže, odemykání zámku a nalézání pastí. Yoshimo má neutrální přesvědčení, stejně jako Jaheira, proto jej můžete mít ve družině i když hrajete za zlou postavu (viz níže Reputace).
Poté, co utečete, objevíte se v centru hlavního města Amnu, v Athkatle a to na Waukeenině promenádě. Část promenády je zničená, za což může boj, kterého se stanete svědky. Irenicus zde totiž bojuje se Zahalenými čaroději. Zahalení čarodějové se ve městě starají o to, aby nebyla použita nelegální magie, jakékoliv prohřešky trestají krutým uvězněním v jakémsi čarodějnickém blázinci zvaném Čarotvrz. Hektická Imoen, tak dlouho ve vězení týraná, bez rozmyslu na Irenica kouzly zaútočí, za což ji i Irenica Zahalení čarodějové odvedou neznámo kam.
Během prvních kroků v Athkatle zjistíte, že ve městě soupeří dvě znepřátelené kliky. Gilda Stínových zlodějů a gilda Vampírů. Obě tyto skupiny vás velice rychle kontaktují a za poměrně vysokou částku vám nabídnou pomoc při hledání Imoen a dopadení Irenica. Záleží jen na vás, zda si vyberete cestu dobra (nebo lépe řečeno menšího zla) a přijmete pomoc od Stínových zlodějů, nebo zda se cítíte jako záporák, tudíž budete jedna ruka s vampíry. Obě tyto skupiny mají na vaší stezce vlastní zájem. Stínoví zloději se chtějí vampírů zbavit jednou pro vždy a vy za ně uděláte špinavou práci, Vampírská gilda vedená podivnou upírkou Bodhi má daleko zapeklitější plán. Kromě zničení konkurenční gildy vás má Bodhi bezpečně předat Irenicovi, jelikož je ve skutečnosti jeho spojenec. V celém příběhu jí Irenicus nazývá "sestrou" a ona jeho "bratrem", přestože nemají společnou krev. Ať tak či tak, vždy se musíte smířit s myšlenkou, že budete daným společenstvím využíván jako trpěný žoldák.
Gilda, kterou jste si vybrali za spojence, vás odveze lodí na pirátský ostrov Brynnlaw, kde se nachází Čarotvrz - léčebna pro nenapravitelné mágy. Při procházení sanatoriem se setkáte s několika kouzelníky, kteří jsou zde vězněni. Většinou jsou to blázni, ze kterých nekontrolovatelně prská magie na všechny strany, vidí skryté démony či vám dávají recepty na zmrzlinu jejich matky. Mezi nimi potkáte i Imoen, která se opakovaným vězněním pomátla a vůbec už vás nepoznává. Toto dojemné setkání přeruší Irenicus, který se mezi tím stál správcem Čarotvrze a řekne vám nepříjemnou pravdu, že Imoen není vaše nevlastní sestra, jak si celou dobu myslíte (oba vás vychoval ve Svítící tvrzi váš nevlastní otec Gorion), ale ona sama je také dcerou boha Bhaala jako vy. Ovšem její čistá duše dokázala po celý její život temnotě Bhaalovy krve vzdorovat. Unesení Imoen tedy nebyla hlavně snaha vás sem vylákat, ale probudit v ní její božskou podstatu. Poté se Imoen vzpamatuje a začne si uvědomovat kdo je, kde je a proč a může vás konečně doprovázet na vaší stezce. Váš hlavní úkol je se pak dostat z léčebny, procházíte přes rozsáhlá sklepení, kde si s vámi hraje Irenicova "sestra" Bodhi, jste nucení absolvovat hádanky a boje pro její potěšení. Během toho se u vás začne probouzet Bhaalova krev a změníte se na krvelačného zabijáka. Naštěstí jen na krátkou dobu. Od té doby se můžete měnit na tuto odolnou bestii z vlastní vůle.
Při útěku z léčebny s pomocí jiných vězněných bláznivých mágů zaženete Irenica a Bodhi na útěk. Na Brynnlawu už vás tudíž nic nedrží a vydáte se lodí zpátky do Athkatly. Během cesty se ale loď potopí a vy se dostanete do podmořského města podivných rybích lidí, kteří vás za pomoc v jejich společenství nechají sešplhat ještě níže, do Podtemna.
V Podtemnu vás vyhledá bílá dračice Adalon, které místní drowové - temní a krutí elfové, ukradli její vejce. Tento čin je neodpustitelný a proto vás změní ať chcete nebo ne na drowy a vy jste nuceni se vydat do drowského města, které se v Podtemnu nachází a její vejce najít. Zde se dozvíte, že právě tudy Irenicus a Bodhi procházeli při útěku z Čarotvrze a abyste nebyli při hledání vejce nápadní, plníte pro drowy různé úkoly. Za splněné mise se vám dostane pocty být při drowském rituálu, kdy Matka drowů chce Adalonino vejce dát jako dar vyvolanému démonu, se kterým chce ovládnout elfy. Vy ale předtím vejce vyměníte za falešné, démon se urazí, Matku rozcupuje a vrátí se zpět do pekla. Než se tento incident roznese mezi ostatními drowy, utíkáte z města a ukradené vejce vracíte zpět Adalon, která je vám natolik vděčná, že vás přenese velice blízko k povrchu.
Na povrchu je mezitím boží dopuštění. Hned u východu z podtemna vás požádají o pomoc elfové, kterým byla ukradená svatá Rhynina lampa. Zlodějem je právě Bodhi, která se opět vrátila do Athkatly a utvořila si novou gildu ještě větší a krutější než předtím. Předtím, než se vydáte gildu zničit, můžete požádat své staré přátelé, kteří vám ochotně přijdou při boji s vampíry pomoct. Mezi nimi budou staří známí Stínoví zloději, Řád zářícího srdce nebo dokonce jediný hodný drow chodící po tomto světě Drizzt a jeho družina.
Po zničení vampírské gildy, konečném zabití Bodhi a nalezení svaté lampy jste elfy přeneseni do elfského města Suldanessellaru, kde se konečně dozvíte důvod Irenicovy zášti k celému světu. Irenicus byl kdysi elfem, velice zamilovaný do královny Suldanessellaru Ellesime. Byl ale vyloučen ze společenství, což v něm probudilo skrytou temnotu. Irenicus právě ničí Suldanessellar, když dorazíte městu na pomoc. Společnými silami jej zaženete do Pekla, kam ho bohužel musíte následovat.
V Pekle se setkáte s několika hádankami, které budou útočit jak na vaše city, tak na sílu, budete si muset vybírat, zda zraníte sebe nebo svého společníka a podobné zkoušky. Konečně se setkáte s Irenicem, kterého na tomto neblahém místě nadobro porazíte.

### PříběhBaldur's Gate II: Throne of Bhaal
Po porážce Irenica jste chvíli hrdinou, stále se vás však lidé bojí, kvůli vaší krvi. Jste vyhoštěni na samý okraj společnosti, kde se dozvíte, že si váš otec Bhaal udělal více polobožských dětí, než jste si mysleli. Některé měl z draky, jiné s drowy a jednoho dokonce s ohnivou obryní. Všichni tito "sourozenci" jsou prolezlí zlem skrz na skrz a jen kazí vaši dobrou reputaci (pokud tedy hrajete za dobráka) a snaží se získat Bhaalův trůn pro sebe. Všechny brášky a sestřičky proto musíte zabít, buď z důvodu, že nechcete, aby páchali zlo nebo prostě jen proto, že chcete Bhaalův trůn pro sebe.
Můžete využívat k odpočinku kus pekla, který se nachází v jiné sféře. Tam potkáte svého bratra Sarevoka, který se mezi tím polepšil a můžete si ho vzít jako špičkového bojovníka do družiny. Kromě toho se ve Sféře snažíte poznat sám sebe, v čem vám pomáhá váš věrný služebník, rozverný Imp Cespennar. Vaším hlavním průvodcem se v této hře stává Melissan, která se považuje za jakousi ochránkyni hodných Bhaalových dětí. Po poražení posledního zlého bratříčka jste přeneseni k Bhaalovu trůnu, kde se opět setkáte s Melissan, která vás však celou dobu jen využívala a chce získat trůn pro sebe, přestože nemá v sobě ani kapku Bhaalovy krve. Vy jí zabijete a stojíte před nejtěžším rozhodnutím v životě, stát se Bohem zabíjení nebo trůn zničit. Ať se rozhodnete jakkoliv, rozhodnete se správně.

## Rasy
Rasa postavy určuje jaké mohou být její základní schopnosti stejně jako přiřazuje jednotlivé vlastnosti. V závislosti na rase postavy se také mohou objevit omezení při výběru povolání. Toto vychází ze snahy tvůrců o vyváženost, stejně jako z myšlenky, že některé rasy jsou k jistým povoláním blíže nakloněny.
- Lidé jsou dominantní rasou ve Faerunu, vládnou většině významným říším a královstvím ve Forgotten Realms.
- Elfové bývají většinou menší a štíhlejší nežli obyčejní lidé.
- Půl-elfové vznikají míšením lidské a elfské krve.
- Gnómové jsou spřízněni s rodem trpaslíků, nicméně jsou o poznání menší nežli jejich vzdálení příbuzní.
- Půlčíci jsou malí, převážně kypří lidé, kteří jsou velmi podobní nevysokým lidem.
- Trpaslíci jsou malí podsadití chlapíci, jednoduše rozpoznatelní díky své velikosti a tvaru.
- Půl-orci jsou zrozeni ze spojení lidských a orčích rodičů.

## Společníci
V Athkatle a po celém Amnu můžete nalézt další spojence. Kromě již zmíněného Minska s Jaheirou a zloděje Yoshima, můžete nalézt i mnoho jiných. Z dobrých postav je to šikovná kouzelnice/klerička Aerie, členka cirkusu, který dříve bývala okřídlenou elfkou. Banditi jí ale brutálně křídel zbavili a ona zůstala poplašená a až přihlouple hodná do konce života. Dále pak hobití hraničářka Mazzy, kterou zachráníte při jednom úkole na Umařině vrchovině, hrdého šlechtice Keldrona, inkvizitorského veterána z rytířů Řádu zářícího srdce, černošského stopaře Valigara, jenž tak silně nenávidí svou vlastní zvrácenou rodinu, takže jeho největší sen je nepořídit si potomky a nechat svůj rod vymřít po meči a panskou princezničku Nalii, která se ve volném čase učila kouzla a zlodějny. V poslední řadě potkáte výborného klerika a bojovníka Anomena, jehož největším přáním je se stát právoplatným členem Řádu zářícího srdce jako Keldron. Anomen má na začátku hry neutrální přesvědčení, během hry ale musí udělat životní rozhodnutí, které ho buď bude stát místo v Řádu a tudíž se stane padlým klerikem nebo ho Řád později přijme a mu se změní přesvědčení na dobré.
Z neutrálních postav potkáte ve městě Trhově druida Cernda, barda Haer-Dalise, který vám kromě bardského a zlodějského umění bude ve volných chvílích recitovat básně a jednu z nejoblíbenějších postav ve hře Jana Jansena. Jan Jansen je gnóm živící se prodáváním tuřínů a okrádáním hloupých lidí. S ním ve skupině zažijete nejeden kopec srandy, neboť téměř každá situace mu připomene jednu z mnoha množství historek, které zažil se svými tuříny prodávajícími kamarády či svou mentálně ujetou rodinou. Nutno dodat, že sám Jan Jansen má velice svérázné pojetí skutečnosti a nelze určit, kdo je větší magor, jestli Jan a nebo Minsk se svým křečkem.
Ze zlých postav si můžete vzít do družiny drowku Viconii, velice schopnou kleričku, kterou zachráníte před bezhlavým upálením fanatickým davem, berserského trpaslíka Korgana a namyšleného, ale brilantního mága Edwina, se kterým jste se mohli setkat již v prvním díle.

## Vývoj a vybavení postavy
Hráč začíná na začátku s jednou postavou, která zosobňuje jeho samotného a jejíž vlastnosti záleží zcela na výběru hráče. Ještě před startem hry si hráč jako v každém RPG zvolí, jakou chce mít rasu (člověk, elf, půlelf, trpaslík, ork, pulčík atd.), jaké povolání (bojovník, hraničář, mág, klerik, druid atd.), jaké přesvědčení (dobrý, zlý, neutrální) a další vlastnosti, se kterými pak projde celé dobrodružství.
Klíčovou součástí každého RPG je vývoj postav ve hře. Po splnění úkolu nebo vyhraném souboji postava získává zkušenosti a při určitém počtu zkušeností postoupí na vyšší úroveň, tedy se jí zlepší schopnosti (naučí se lépe bojovat s vybranou zbraní, naučí se nová mocnější kouzla, zloději se naučí lépe nacházet a likvidovat pasti atd.). S postavou, která vznikla v Baldur's Gate 2 – Stíny nad Amnem, je možné pokračovat v datadisku Baldur's Gate 2 – Bhaalův trůn.
Postava používá nejen své schopnosti, ale i další nepostradatelné vybavení, jako brnění, zbraň a najdou se i užitečné prsteny, rukavice, boty, opasky, amulety nebo helmy. Po celé hře jsou (dobře schované) rozmístěné unikátní zbraně a další předměty a záleží jen na stylu hraní jednotlivého hráče. A pokud hráči i přesto zbraně a brnění nevyhovují, v Přístavní čtvrti Athkatly je trpaslík jménem Cromwel, který vyrobí vybavení na zakázku.

## Další questy
Při putování Amnem se hráč setká s mnoha lidmi, kteří jej budou žádat o pomoc. Ať už bude hrát za hodnou či zlou postavu, vždy se najde úkol, který mu bude sedět. Tyto úkoly je poměrně důležité plnit, neboť za ně dostáváte zkušenosti, které zvyšují úroveň postav. Čím vyšší úroveň, tím je rychleji a efektivněji jste schopni plnit hlavní příběh. Zjednodušeně řečeno: s nízkou úrovní nejste ani vzdáleně schopní hru dokončit a budou vás zpomalovat i ty nejjednodušší boje.
Z další questů budete například muset zachránit město Trhov, na která bezdůvodně útočí divoká zvířata, vyhladit novou sektu Nevidoucího oka, která nutí své věřící si vypíchnout oči, protože teprve pak uvidí svět skutečně či zachránit (nebo vyhladit) otroky uvězněné ve stokách pod městem.

## Kouzla
Pokud si hráč vybere nebo potká a připojí do skupinky postavu mága, barda, klerika, druida, hraničáře nebo paladina, má k dispozici kouzla. Kouzel je Baldur's Gate 2 více než 100. Používají se většinou k boji, ve kterém mají často rozhodující účinek. Ale jde i o kouzla léčivá, ochranná, osvobozující a podobně. Počet kouzel a jejich síla závisí na zkušenostech postav, stejně jako síla bojovníka. Většina kouzel je přejatá ze známé stolní hry Advanced Dungeons&Dragons.

## Boj
Boj tvoří asi třetinu celé hry, což je méně než v BG 1. V Baldur's Gate 2 se klade větší důraz na osobní uvážení hráče, zda boj je či není nutný. Mnoho úkolů jde splnit i velmi pacifisticky. Samotný boj probíhá v reálném čase, hru nelze při boji uložit, ale hráč má možnost ji kdykoliv zapauzovat a rozdat pokyny své družině. Rovněž si hráč může nastavit tahový styl hry, který je známý z podobné hry Fallout, která se odehrává naopak ve sci-fi světě. Během boje není možné postavám měnit zbroj, ale ostatní vybavení (prsteny, pláště, boty, opasky, zbraně) je možné měnit neomezeně. Oproti prvnímu dílu, má BG 2 v inventáři pauzu, což je v zde téměř nutnosti, vzhledem k tomu, že jsou zde boje i mnohem tužší, neboť i vy jste na vyšší úrovni než v BG 1.

## Reputace
Reputace je ve světě BG 2 opět velmi důležitou veličinou. Je to vlastně ukazatel, jak postavu vnímají lidé, který je závislý na předchozích činech postavy. Ideální reputace pro danou postavu je závislá na jejím přesvědčení - čím větší sklon ke zlu, tím nižší je ideální reputace. Pokud hrajete za hodnou postavu, musí mít pověst co nejlepší. Reputaci snižuje kradení, některá rozhodnutí při úkolech a zabíjení neutrálních NPC. Pověst má vliv i na hráčovy společníky, pokud hraje za zlou postavu a má ve skupině zákonně dobrého hraničáře, je jen otázkou času, než se mu hodná postava vzbouří a buď z družiny odejde nebo se vás pokusí zabít. Dále na reputaci záleží jaké úkoly vůbec dostanete přidělené. Pokud hrajete za zlou postavu, je dobré si udržovat svou pověst pod hranici 8, protože jedině tak se vám odkryjí questy, které jsou jinak neutrálním a dobrým postavám naprosto skryty.

## Romance
Ve hře můžete mimo jiné prožít na pokračování vážný vztah mezi určitými společníky. Z žen se nabízí tichá elfka Aerie, zlomená druidka Jaheira nebo zlá kněžka Viconie. Z mužů se vztah ve hře nabízí jen v podobě udatného paladina Anomena. Veškeré tyto rozhovory se odehrávají většinou náhodně mimo boj kdekoliv kromě temných míst jako jsou hrobky, kobky, Čarotvrz nebo Podtemno. Každá z postav má během těchto rozhovorů svůj vlastní hudební motiv, který více či méně symbolizuje její povahu. Jaheira má smutnou lesní skladbu, Viconie tajemnou baladu, Aerie hravou nadějnou píseň a Anomen orchestrální budovatelskou kompozici.

## Grafika
Hra využívá Infinity engine.